# Dipartimento di Pando
Pando è un dipartimento della Bolivia di 110 436 abitanti, che ha come capoluogo Cobija.

## Divisioni
Il dipartimento è a sua volta diviso in 5 province:
| Nome           | Popolazione | Capitale              |
| -------------- | ----------- | --------------------- |
| Abuná          | 2.121       | Santa Rosa del Abuná  |
| Federico Román | 3.045       | Nueva Esperanza       |
| Madre de Dios  | 11.453      | Puerto Gonzalo Moreno |
| Manuripi       | 9.670       | Puerto Rico           |
| Nicolás Suárez | 41.838      | Porvenir              |